# Rotterdamsch Lyceum

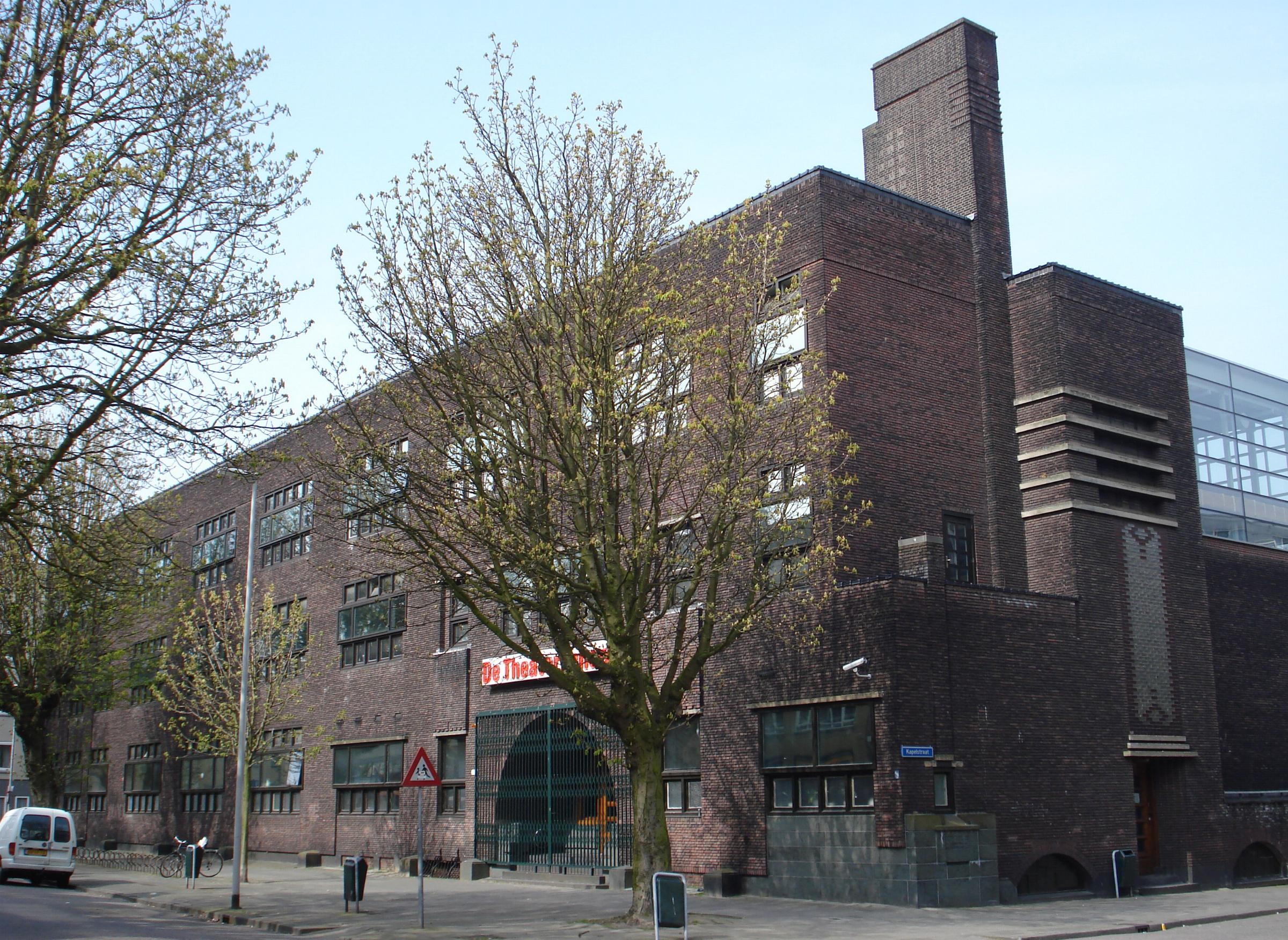
Rotterdamsch Lyceum

Het Rotterdamsch Lyceum was een middelbare school in een markant gebouw uit 1929 aan de Pieter de Hoochstraat 29 in Rotterdam-West. Het is een rijksmonument. In de jaren tachtig werd een verdieping met zes nieuwe lokalen op het dak gezet.
Een van de eerste docenten was Menno ter Braak, die er in de periode 1929-1933 Nederlands en geschiedenis doceerde. Herinneringen aan het lyceum verwerkte Ter Braak in zijn roman Dr. Dumay verliest..., die in 1933 bij de Rotterdamse uitgever Nijgh en Van Ditmar van de persen rolde.
Gymnasium en atheneum, samen vwo geheten, en havo waren sinds de Mammoetwet van 1963 de stromingen op het lyceum, met veel aandacht voor buitenschoolse activiteiten, zoals culturele avonden. Omstreeks 1985 werd het eerste computerlokaal ingericht: de B(èta)-bovenbouw kreeg voortaan één uur per week wiskunde op Commodore 64-machines.
Het Rotterdamsch Lyceum stond tot die jaren bekend als een van de beste scholen van Rotterdam, waar vooral de maatschappelijke elite haar kinderen generatie op generatie naar school stuurde.
Om in de golf van schaalvergroting en fusies in de jaren negentig de onafhankelijkheid te behouden, vormde het Rotterdamsch Lyceum samen met scholen in buurgemeenten de Rotterdamse Scholengemeenschap. In 1998 kwam daar mavo bij. Op 1 augustus 2006 verhuisde de mavo-afdeling naar de Busken Huetstraat in de wijk Spangen en werd deze omgedoopt tot De Rotterdamsche Mavo.
Met de komst van steeds meer allochtone leerlingen en met een nieuwe mavo-afdeling lieten steeds meer autochtone ouders uit de middenklasse het afweten. In 2008 waren er nog slechts examenklassen overgebleven en na de examens van 2009 werd de school gesloten.
Drie bekende oud-leerlingen zijn "Nederlands journalist van de twintigste eeuw" H.J.A. Hofland, de Oostenrijkse experimentele-filmmaker Kurt Kren (1939-1947 als Joods immigrant in Rotterdam) en D66-fractievoorzitter Alexander Pechtold (gymnasium-α 1985).